# Esposa (Huesca)
Esposa ist ein spanischer Ort in den Pyrenäen in der Provinz Huesca der Autonomen Gemeinschaft Aragonien. Esposa ist ein Ortsteil der Gemeinde Aísa. Der Ort auf 978 Meter Höhe hatte 54 Einwohner im Jahr 2015.

## Geschichte
Der Ort wurde im Jahr 1111 erstmals urkundlich erwähnt.

## Sehenswürdigkeiten
- Pfarrkirche San Bartolomé aus dem 17. Jahrhundert